# Abadia de Silvacana
L'abadia de Silvacana (Silvacane en francès) és un edifici religiós cistercenc situat sobre el municipi de La Ròca d'en Tarron, al departament de les Boques del Roine. Deu el seu nom als canyissars del Durença, a la vora del qual es va edificar. És la més recent de les tres abadies cistercenques de la Provença i l'única que no té activitat conventual. És propietat de l'Estat francès des de 1846.

## Història
El lloc que ara ocupa l'abadia era una de les moltes propietats de Sant Víctor de Marsella, on es van aplegar una colla d'ermitans al voltant d'un clergue anomenat Andreu. La primera notícia que hom disposa d'aquest grup data del 1030. Els ermitans van ocupar i arranjar el lloc durant més d'un segle, fins que el 1144 Ramon I dels Baus (1110?-1150) els va cedir uns terrenys per a fundar un monestir i enllestir l'obra dels ermitans.
La iniciativa del senyor dels Baus fou seguida pel comte de Barcelona Ramon Berenguer II que va concedir a la comunitat altres béns. A això li van seguir altres donacions patrocinades per senyors de la contrada. Des de l'abadia de Morimond (Alt Marne) hom va enviar una dotzena de monjos. Hom té l'abadia de Silvacana com filial de Morimond. Bertran I dels Baus (1167-1181), successor del seu pare Ramon I i d'un germà seu, va impulsar la construcció de l'església actual.

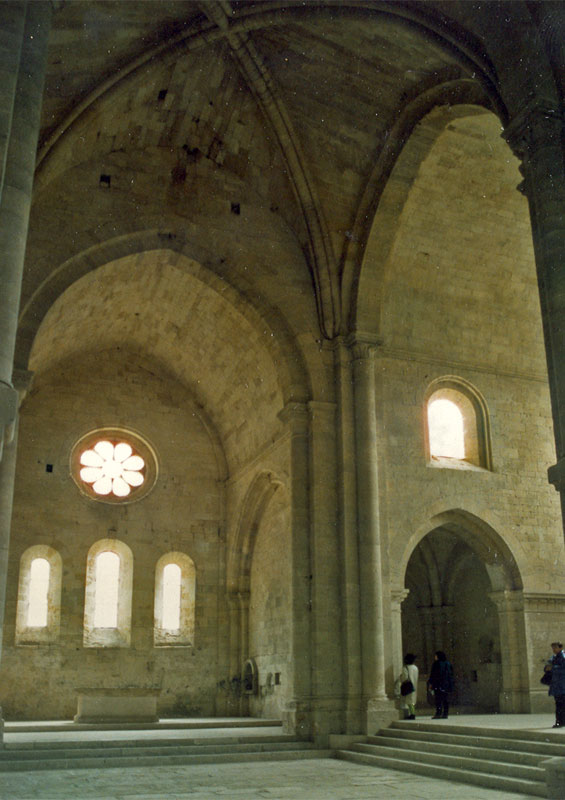
Interior de l'església

El 1188 des d'aquesta abadia es va fundar un nou establiment: l'abadia de Valsanta (Valclusa). El segle xiii és una època d'inestabilitat, amb motiu d'un enfrontament amb l'abadia de Montmajor, segurament a causa de conflictes de poder. Els benedictins d'aquest darrer lloc es van presentar a Silvacana i en van expulsar els seus membres. El conflicte es va resoldre el 1280 a Ais de Provença amb la restitució de Silvacana als seus propietaris, que hi van poder retornar.

La decadència s'accelerà al segle següent, el lloc fou assaltat el 1358 i una onada de fred, el 1364 l'acabà de castigar. La vida religiosa es va relaxar, fins i tot el seu abat va abandonar el lloc per a retirar-se a Valmagna (Erau). La decadència es va anar agreujant a poc a poc, fins que tenia pocs ocupants, més aviat administradors que monjos. El 1440 hom el considera extingit. Més endavant el lloc va passar a ser administrat des del capítol d'Ais de Provença, i després va ser reclamat per Cîteaux. Després l'església va passar a la parròquia de La Ròca d'en Tarron, va ser ocupada per soldats, i recuperada més endavant per l'Església, fins que la revolució francesa va posar a la venda els edificis. El perill d'enderroc era imminent però, finalment, es va poder salvar, recuperar i restaurar.

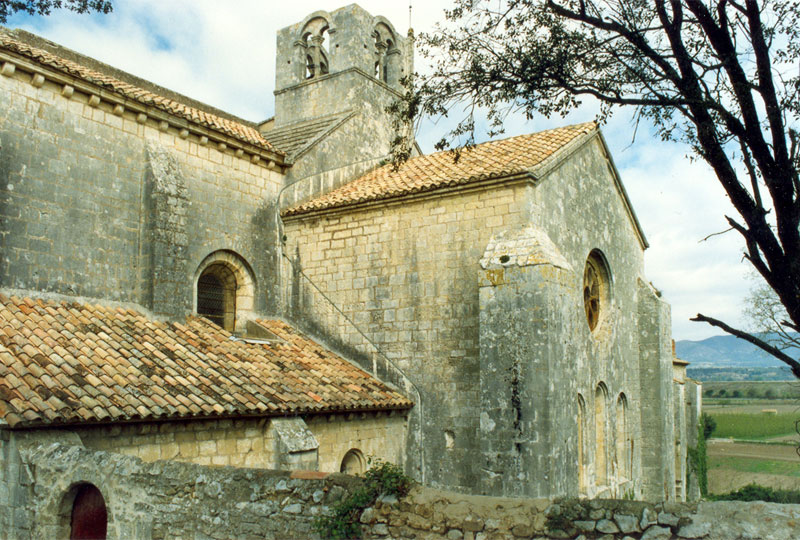
Exterior de l'abadia
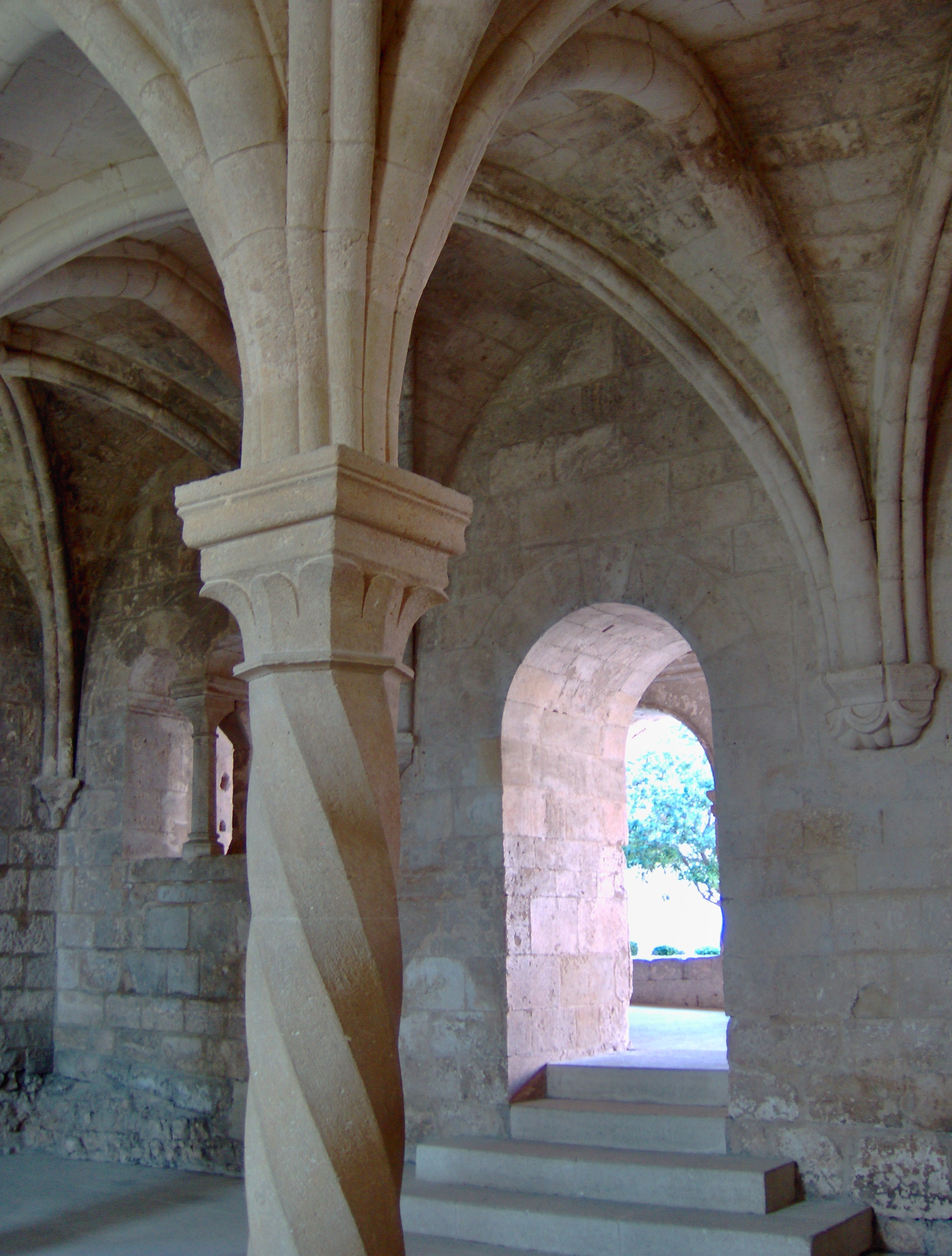
La sala capitular
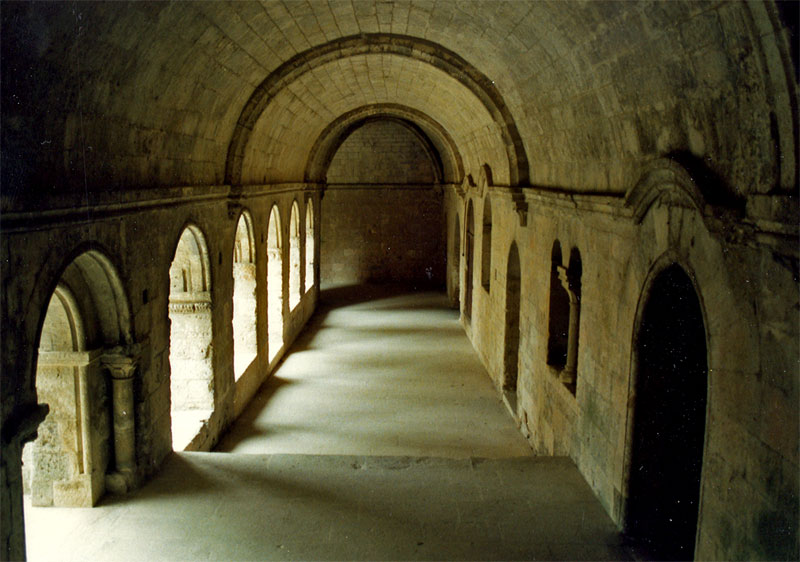
El claustre
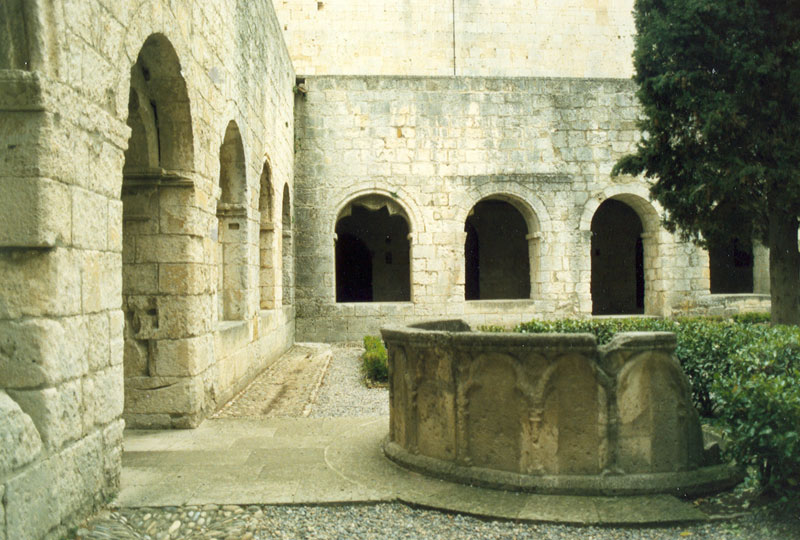
El claustre
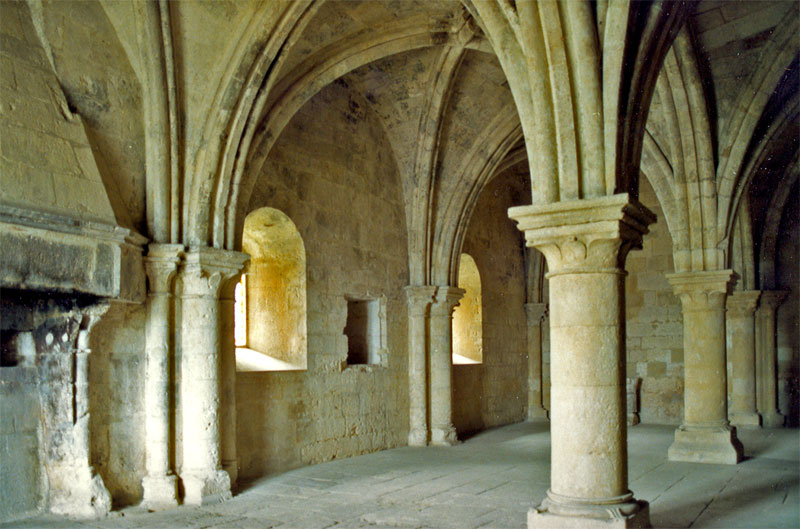
La Sala dels Monjos

## Els edificis
Arquitectònicament l'abadia de Silvacane presenta una sèrie d'edificacions i dependències centrades pel claustre.

### L'església
L'església de l'abadia, orientada d'orient a occident, es va començar el 1175 i es va donar per acabada el 1230. Es tracta d'una construcció de tres naus, amb transsepte. La capçalera té capelles rectangulars, l'absis central està flanquejat per dues capelles a cada costat, obertes al creuer. La decoració interior és simple, tal com correspon a un edifici cistercenc. Una porta comunica amb el claustre.

### El claustre
Situat al nord de l'església, de planta rectangular. Les galeries s'obren al pati a través d'arcs de mig punt, separats per pilars gruixuts. Les obres van començar el 1250.

### Altres dependències
A llevant del claustre es troba la sala capitular, amb voltes gòtiques. Al nord el refetor. A l'angle del NE, la Sala dels Monjos. Sobre aquesta darrera cambra i la sala capitular es troba el dormitori.

## L'abadia en l'actualitat
L'abadia acull cada any diversos concerts del prestigiós Festival de Piano de la Roque d'Anthéron així com els de Música Vocal de Silvacana i del Festival Internacional de Quartets de Corda del Luberon.